# Дуровичи (Смоленская область)
Дуровичи — деревня в Краснинском районе Смоленской области России. Входит в состав Павловского сельского поселения. Население — 48 жителей (2007 год).
Расположена в западной части области в 5 км к юго-западу от Красного, в 8 км юго-западнее автодороги Р135 (Смоленск — Красный — Гусино), на берегу реки Сычилка. В 21 км северо-западнее деревни расположена железнодорожная станция О.п. 471-й км на линии Москва — Минск.

## История
В годы Великой Отечественной войны деревня была оккупирована гитлеровскими войсками в июле 1941 года, освобождена в сентябре 1943 года.